# Avenue du Général-Eisenhower (Toulouse)
Pour les articles homonymes, voir Avenue du Général-Eisenhower.
L'avenue du Général-Eisenhower (en occitan : avenguda del General Eisenhower) est une voie de Toulouse, chef-lieu de la région Occitanie, dans le Midi de la France.

## Situation et accès

### Description
L'avenue du Général-Eisenhower est une voie publique. Elle traverse le quartier de l'Oncopole, puis forme la limite entre les quartiers de Lafourguette, Bellefontaine et Basso Cambo, au nord et à l'est, et Saint-Simon, au sud et à l'ouest.
Elle correspond à l'ancienne route départementale 120A. Dans les années 2000, la première partie de l'avenue du Général-Eisenhower, servant de liaison entre l'échangeur no 38 (Saint-Simon) de l'autoroute A64 et la route nationale 20 (actuelle route d'Espagne), devient la route nationale 564. Mais, dans les années 2010, la route nationale est déclassée et retourne dans la voirie départementale. Finalement, en 2017, la gestion en est transférée à Toulouse Métropole et elle est devenue la route métropolitaine 120A.
La chaussée compte deux voies de circulation automobile dans chaque sens. Il existe également, entre le chemin de Lestang et la rue Paulin-Talabot, de chaque côté de la chaussée, des voies vertes, réservées aux déplacements des piétons et des cyclistes.

### Voies rencontrées
L'avenue du Général-Eisenhower rencontre les voies suivantes, dans l'ordre des numéros croissants (« g » indique que la rue se situe à gauche, « d » à droite) :
1. Route d'Espagne
2. Rond-point du Docteur-Maurice-Dide
3. Rond-point Simone-Iff
4. Rue Anne-Lister (g)
5. Rue Jean-Perrin (d)
6. Autoroute A64 La Pyrénéenne - Échangeur no 38
7. Rond-point Léon-Lajaunie
8. Boulevard de Thibaud (g)
9. Route de Seysses
10. Rue Jean-Jacques-Bernet (g)
11. Cheminement Guillaume-et-Joseph-Bouton - accès piéton (d)
12. Chemin de Lestang
13. Rue Germaine-Poinso-Chapuis (g)
14. Avenue Paul-Ourliac (d)
15. Rue Bartolomé-Bennassar (g)
16. Rue Rózsa-Péter (g)
17. Chemin de Basso-Cambo (g)
18. Rue Paulin-Talabot (d)
19. Rue Paulin-Talabot (d)
20. Route de Saint-Simon
21. Rue Rodolfo-Llopis-Ferrandiz (g)
22. Rond-point Firmin-Pons

### Transports
L'avenue du Général-Eisenhower est largement desservie par les transports en commun Tisséo. Elle est parcourue sur presque toute sa longueur par les lignes de bus 2553. Dans sa première partie, au carrefour de la route d'Espagne se trouvent également les arrêts des lignes du Linéo L5 et du bus 117. Dans sa deuxième partie, à partir de la route de Seysses, elle est également desservie par plusieurs lignes : le Linéo L4 jusqu'au chemin de Lestang, et les bus 495058 jusqu'à l'avenue Paul-Ourliac. Dans sa dernière partie, elle est encore empruntée, jusqu'au chemin de Basso-Cambo, par la ligne de bus 87. Enfin, au carrefour de la route de Saint-Simon se trouve de nouveau les arrêts de la ligne 58.
Il existe également un projet de prolongement du téléphérique Téléo depuis le terminus actuel, Oncopole - Lise Enjalbert, vers la station Basso Cambo, sur la ligne de métro . Le tracé suivrait l'avenue du Général-Eisenhower, puis les rues Paulin-Talabot et Michel-Labrousse jusqu'à la place Édouard-Bouillière.

## Odonymie

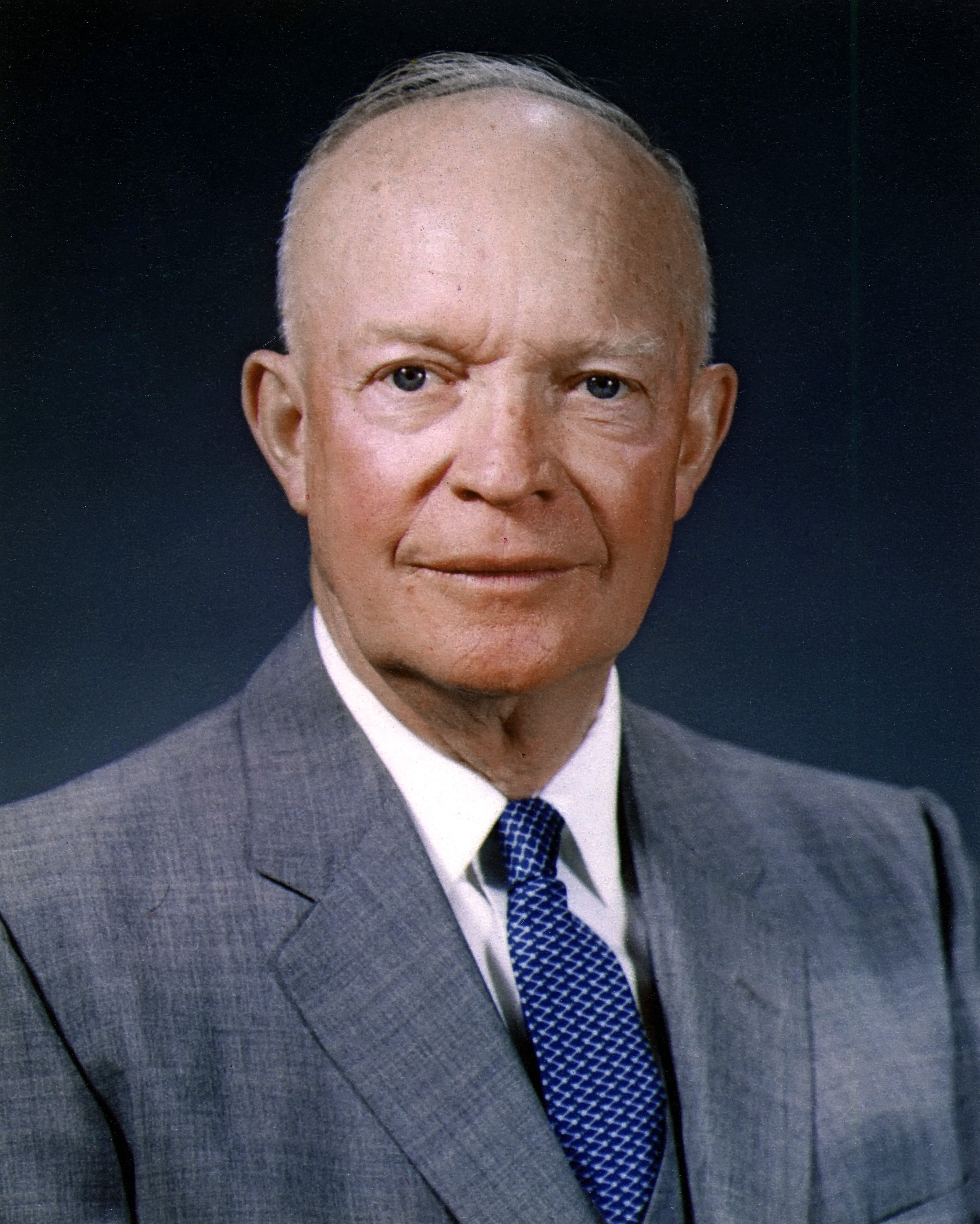
Portrait officiel du président Dwight D. Eisenhower, 1959.

L'avenue porte le nom de Dwight D. Eisenhower (1890-1969), général américain, commandant en chef des armées alliées entre 1942 et 1945, puis président des États-Unis, en souvenir de son rôle dans la Libération de la France durant la Seconde Guerre mondiale.

## Histoire

### Époque contemporaine
Les premiers travaux de l'avenue sont réalisés entre 1967 et 1968. Elle s'inscrit dans le cadre de l'aménagement de la zone à urbaniser en priorité (ZUP) du Mirail et du percement de nouvelles voies rapides permettant de desservir le nouveau quartier. Ainsi, l'axe principal nord-sud, l'avenue du Mirail (actuelles avenues Paul-Ourliac, du Mirail et Louis-Bazerque) est complété au sud par une avenue qui relie la route de Saint-Simon, à l'ouest, à la route de Seysses, à l'est. Progressivement, le quartier perd son caractère rural, à la suite de la réalisation du quartier de Bellefontaine et de la construction d'un certain nombre d'équipements tels que l'usine d'incinération, le collège de Bellefontaine, ainsi que les premières entreprises, comme Motorola en 1967.
En 1973, le boulevard de Thibaud est aménagé afin de desservir la nouvelle d'activité de Thibaud. En 1976, il est relié, au nord de l'avenue Larrieu-Thibaud, par une nouvelle bretelle à l'autoroute A64 et, au-delà, à l'avenue de Larrieu, afin de desservir la zone d'activité du même nom.
Les travaux d'aménagement de l'avenue du Général-Eisenhower se poursuivent au nord-ouest, au-delà de la route de Saint-Simon : elle est ainsi prolongée jusqu'au chemin Gaillardie en 1978, au chemin du Ramelet-Moundi en 1981. Parallèlement, au sud-est, l'avenue du Général-Eisenhower est reliée au boulevard de Thibaud par le percement d'une nouvelle section de voie en 1981. À cette date, l'avenue du Général-Eisenhower est donc une longue voie rapide qui relie le chemin du Ramelet-Moundi à l'avenue de Larrieu. 
En 1992, la route d'Espagne est reliée à l'échangeur no 38. Entre 1996 et 1997, d'importants travaux permettent l'aménagement, dans le prolongement de l'avenue du Général-Eisenhower, de la rocade Arc-en-Ciel, qui relie l'avenue à l'autoroute A624. À partir de la route de Saint-Simon, l'avenue du Général-Eisenhower est absorbée par la nouvelle rocade, à laquelle elle est reliée par un vaste rond-point (actuel rond-point Firmin-Pons).

## Patrimoine et lieux d'intérêt

### Parcs d'activités Eisenhower
Le parc d'activités Eisenhower est un parc technologique, d'une superficie de 198 hectares, qui s'étale le long de l'avenue du Général-Eisenhower.
- no  105 : Thales Avionics.
La Compagnie internationale pour l'informatique (CII), une entreprise française d'électronique, construit une usine en 1967. Finalement, le site est devenu la propriété de Thales Avs.

- no  109 : Capgemini.
- no  109 : Spherea.

- no  134 : NXP Semiconductors, ex-Motorola, dont les prospecteurs recherchaient leur première implantation à l'étranger, qu'ils ont d'abord voulu "près des grands aéroports de Nice ou de Genève", où au printemps 1965, ils ouvrent un centre de services puis prévoient en juillet une usine à côté, à Ferney-Voltaire, n'optant finalement pour Toulouse qu'au cours de l'hiver 1966-1967[6] grâce à l'implication d'Etienne-Jean Cassignol, professeur à l'Insa Toulouse et à la faculté des sciences, qui propose de diriger l'usine[7],[8].

En 1967, le ministre de l'Économie Michel Debré autorise l'entreprise américaine Motorola a ouvrir sa première usine de production de semi-conducteurs hors des États-Unis. L'acte de cession des 21 hectares de terrain aménagés par les soins de la ville, dans la ZUP du Mirail, est signé dans le bureau du maire, Louis Bazerque le 18 mars, Etienne Cassignol, directeur de Motorola-France, annonçant que les travaux commenceront fin mars, pour une usine qui sera "prête à entrer en activité dans un an" avec "dans un premier temps" 1500 emplois", puis 5000 vers 1970", aux trois-quarts des femmes. C'est l'un des six "grands" producteurs américains de composants qui ont essaimé en France depuis 1957, avec Texas Instrument à Villeneuve-Loubet, dans les Alpes-Maritimes, Fairchild Semiconductor à Rennes, ITT à Colmar, Transitron, à Vernon, dans l'Eure, Sprague à Tours et IBM à Corbeil-Essonnes.
Les premiers bâtiments de Motorola sont construits par l'entreprise américaine Austin Europe, après que les préconisations architecturales de Georges Candilis ont été écartées, : elle évoque les bâtiments de l'usine de Fort Lauderdale en Floride. En 1998, l'usine emploie encore 2 500 personnes. Mais entre 1999 et 2004, Motorola se sépare de sa branche Motorola Semiconductor, qui devient ON Semiconductor, puis Freescale Semiconductor. L'entreprise annonce cependant, dès 2009, sa volonté de fermer l'usine de production toulousaine et le site est abandonné en aût 2012. Finalement, en 2015, l'entreprise est rachetée par l'entreprise néerlandaise NXP : en 2017, elle emploie 450 personnes dans la conception des puces électroniques destinées à l'automobile et aux télécommunications. La plus grande partie du site industriel est, après dépollution, cédé à des promoteurs immobiliers.

### Parcs d'activités du Chapitre
Le parc d'activités du Chapitre est un parc industriel, d'une superficie de 109 hectares, compris entre le chemin des Silos au nord, la route d'Espagne à l'est, les voies ferrées de la ligne de Toulouse à Bayonne à l'ouest, et la limite de la commune de Portet-sur-Garonne au sud. Il regroupe plusieurs entreprises du secteur industriel.